# ВПС МВО (хокейний клуб)
ВПС МВО (рос. ВВС МВО) — радянський хокейний клуб з Москви. Заснований у 1945 році. Брав участь у перших семи чемпіонатах СРСР. Мав всесторонню підтримку від командувача військово-повітряних сил Московського військового округу генерал-лейтенанта авіації Василя Сталіна.

## Історія
У першому чемпіонаті СРСР займає п'яте місце. Граючий тренер клубу, Анатолій Тарасов забиває найбільшу кількість голів у лізі (14). Наступного сезону команда займає найгірше місце у своїй історії — сьоме. Гравець ВПС Олександр Виноградов запрошується до складу збірної Москви (фактично збірної СРСР) на серію матчів з празьким клубом ЛТЦ.
Перед початком чемпіонату 1948/49 команда значно підсилюється. Із «Спартака» переходить атакувальна ланка Іван Новиков — Зденек Зікмунд — Юрій Тарасов, а з «Динамо» захисник Борис Бочарніков. Під керівництвом нового тренера, Матвія Гольдіна, здобуває срібні нагороди національного чемпіонату.
Сезон 1949/50 ВПС розпочинає потужно, є одним з претендентів на перемогу. Але 7 січня 1950, під час невдалої посадки на аеродром поблизу Свердловська, сталася трагедія. Літак розбився, у авіакатастрофі загинуло шість членів екіпажу, лікар, масажист та 11 гравців команди.
 Список загиблих членів команди ВПС: 
1. Харій Меллупс — воротар
2. Микола Ісаєв — другий воротар
3. Борис Бочарніков — захисник, граючий тренер
4. Роберт Шульманіс — захисник
5. Євген Воронін — захисник
6. Іван Новиков — крайній нападник
7. Зденек Зікмунд — центральний нападник
8. Юрій Тарасов — крайній нападник
9. Юрій Жибуртович — нападник
10. Олександр Моїсеєв — нападник
11. Василь Володін — нападник
12. Михайло Альперін — лікар
13. Олексій Галкін — масажист.

З різних причин у Москві залишилися Микола Кольчугін (адміністратор команди), Олександр Виноградов, Віктор Шувалов та Всеволод Бобров, який став граючим тренером. Знекровлена команда у підсумковій турнірній таблиці зайняла четверте місце.
У наступних трьох сезонах команда домінує у радянському хокеї. Тричі поспіль здобуває золоті нагороди чемпіонату та двічі грає у фіналах кубка СРСР. За цей час у чемпіонаті зазнає поразок лише у двох матчах. Ворота надійно захищають Григорій Мкртичан та Микола Пучков. А атакувальна ланка Євген Бабич — Віктор Шувалов — Всеволод Бобров у змозі здолати будь-якого суперника.
 Список гравців команди ВПС 1950—1953 років 
- Воротарі: Григорій Мкртичан, Микола Пучков.
- Захисники: Анатолій Архипов, Олександр Виноградов, Ігор Горшков, Павло Жибуртович[ru], Револьд Леонов, Михайло Рижов, Віктор Тихонов.
- Нападники: Віталій Артем'єв, Євген Бабич, Всеволод Бобров, Анатолій Вікторов, Петро Котов, Володимир Новожилов, Юрій Пантюхов, Олександр Стриганов, Віктор Шувалов.

1953 року міністр Збройних сил СРСР маршал Булганін вирішив відновити, розформований рік тому, футбольний клуб ЦБРА. За його вказівкою були об'єднані спортивні товариства ВПС МВО та ЦБРА.

## Досягнення
- Чемпіон СРСР (3): 1951, 1952, 1953
- Віце-чемпіон СРСР (1): 1949
- Володар кубка СРСР (1): 1952
- Фіналіст кубка СРСР (1): 1951

## Статистика
| Сезон   | Місце  | Ігри | Перемоги | Нічиї | Поразки | Різниця шайб | Очки |
| ------- | ------ | ---- | -------- | ----- | ------- | ------------ | ---- |
| 1946/47 | 5      | 6    | 4        | 1     | 1       | 33 : 13      | 9    |
| 1947/48 | 7      | 18   | 5        | 5     | 8       | 43 : 56      | 15   |
| 1948/49 | 2      | 18   | 12       | 3     | 3       | 78 : 34      | 27   |
| 1949/50 | 4      | 22   | 16       | 1     | 5       | 131 : 54     | 33   |
| 1950/51 | 1      | 15   | 13       | 2     | 0       | 117 : 27     | 28   |
| 1951/52 | 1      | 17   | 16       | 0     | 1       | 125 : 29     | 32   |
| 1952/53 | 1      | 21   | 17       | 3     | 1       | 118 : 22     | 37   |
| Всього  | Всього | 117  | 83       | 15    | 19      | 645 : 235    | 181  |

## Тренери
Під керівництвом Всеволода Боброва ВПС двічі перемагав у чемпіонаті та одного разу у Кубку СРСР. Третій чемпіонський титул був здобутий на чолі з граючим тренером Євгеном Бабичем.

## Бомбардири
Найрезультативніший гравець у чемпіонатах СРСР — Віктор Шувалов (130 голів). Всеволод Бобров — кращий снайпер перших двох розіграшів кубку СРСР. В кожному з турнірів забивав у ворота суперників по 13 голів.
Список гравців, які забивали голи в чемпіонаті і кубку СРСР:
Чемпіонат 1946/1947: Анатолій Тарасов — 14, Олександр Моїсеєв — 8, Олександр Стриганов — 4, Юрій Тарасов — 3, Олександр Афонькін — 2, Євген Воронін — 2.
Чемпіонат 1947/1948: Олександр Моїсеєв — 13, Олександр Афонькін — 10, Юрій Жибуртович — 9, Олександр Виноградов — 5, Олександр Стриганов — 4, Євген Воронін — 1, Андрій Чаплинський — 1.
Чемпіонат 1948/1949: Іван Новиков — 23, Зденек Зікмунд — 19, Юрій Тарасов — 11, Юрій Жибуртович — 9, Олександр Виноградов — 8, Олександр Моїсеєв — 7, Борис Бочарніков — 1.
Чемпіонат 1949/1950: Всеволод Бобров — 36, Віктор Шувалов — 27, Зденек Зікмунд — 11, Олександр Моїсеєв — 11, Іван Новиков — 9, Анатолій Архипов — 8, Євген Бабич — 8, Роберт Шульманіс — 6, Юрій Тарасов — 4, Юрій Жибуртович — 4, Олександр Виноградов — 2, Олександр Афонькін — 1, Борис Бочарніков — 1, Василь Володін — 1, Євген Воронін — 1, Віктор Тихонов — 1.
Чемпіонат 1950/1951: Всеволод Бобров — 42, Віктор Шувалов — 28, Євген Бабич — 13, Петро Котов — 11, Анатолій Вікторов — 10, Олександр Виноградов — 6, Анатолій Архипов — 2, Володимир Новожилов — 2, Павло Жибуртович — 1, Револьд Леонов — 1, Олександр Стриганов — 1.
Кубок 1950/1951: Всеволод Бобров — 13, Віктор Шувалов — 9, Петро Котов — 4, Євген Бабич — 2, Анатолій Вікторов — 1, Павло Жибуртович — 1, Револьд Леонов — 1.
Чемпіонат 1951/1952: Всеволод Бобров — 37, Віктор Шувалов — 31, Євген Бабич — 15, Петро Котов — 11, Анатолій Вікторов — 7, Володимир Новожилов — 7, Олександр Виноградов — 5, Юрій Пантюхов — 5, Павло Жибуртович — 2, Револьд Леонов — 2, Олександр Стриганов — 1, Віктор Тихонов — 1, Ігор Горшков — 1.
Кубок 1951/1952: Всеволод Бобров — 13, Євген Бабич — 7, Віктор Шувалов — 5, Петро Котов — 4, Володимир Новожилов — 4, Анатолій Вікторов — 1.
Чемпіонат 1952/1953: Віктор Шувалов — 44, Анатолій Вікторов — 11, Євген Бабич — 9, Володимир Новожилов — 8, Олександр Виноградов — 7, Петро Котов — 7, Юрій Пантюхов — 7, Віталій Артем'єв — 7, Павло Жибуртович — 4, Ігор Горшков — 2, Револьд Леонов — 1, Віктор Тихонов — 1, Михайло Рижов — 1.
Кубок 1952/1953: Анатолій Вікторов — 7, Володимир Новожилов — 7, Петро Котов — 5, Віталій Артем'єв — 3, Юрій Пантюхов — 1, Віктор Тихонов — 1, Михайло Рижов — 1.